# Fridrik IV. Tirolski
Fridrik IV. s praznim džepovima (1382. – Innsbruck, 24. lipnja 1439.) bio je sin vojvode Leopolda III. i  Virdis Visconti kćeri milanskog vojvode. Od 1402. upravljao je kao titularni vojvoda Austrije nad austrijskim Vorlandeom te je od 1406. postao grof Tirola i vladar Gornje Austrije.
On je začeo stariju tirolsku granu Habsburgovaca. Njegov popularni nadimak, koji je navodno nastao kao pogrdni naziv, kao i brojne legende i priče o njegovoj osobnosti i životu čine ga jednim od poznatijih likova srednjega vijeka u Tirolu.